# Eric Johnson (guitarist)
 For alternative betydninger, se Eric Johnson. (Se også artikler, som begynder med Eric Johnson)
Eric Johnson (født 17. august 1954) er en grammyvindende guitarvirtuos fra Austin, Texas. Han er kendt for sit teknisk krævende spil inspireret af genrer som jazz og blues, samt kendt for at have sin egen særlige lyd og spillestil.
Eric Johnson har bl.a. turneret med G3 sammen med Steve Vai og Joe Satriani. Hans største nummer "Cliffs of Dover" blev udgivet i 1990 på albummet Ah Via Musicum.

## Karriere
Eric Johnson blev født i Austin, Texas i 1954 ind i en familie af musikere. Både han selv og hans tre søstre spillede klaver, men det var først da Eric var 11 år gammel at han begyndte at spille guitar. Han eksperimenterede med guitarbaseret musik og fik inspiration fra blandt andre Chet Atkins, Eric Clapton og Jimi Hendrix.
Eric Johnson dannede et band, Eric Johnson Group, bestående af ham selv, Bill Maddox på trommer og Kyle Brock på bass, der i 1978 indspillede albummet Seven Worlds. Grundet kontroverser omkring kontrakten blev albummet først udgivet i 1998 på Ark21 Records.
Efter at bandet blev opløst arbejdede Johnson som studiemusiker. Hasns karriere fik et opsving, da han i 1984 fik en kontrakt med Warner Brothers. I 1986 udgav han albummet "Tones", men selv om nummeret Zap blev nomineret til en grammy for bedste rock instrumentalnummer solgte albummet ikke godt og Warner Brothers lod hans kontrakt løbe ud. Han underskrev samme år en ny kontrakt med Cinema Records, der var ejet af Capitol Records.

## Guitarer
Eric Johnson er mest kendt for at spille på forskellige slut-60'er Fender Stratocasters, men har adskillige mindre kendte guitarer. På albummet Ah Via Musicom brugte han på store dele af pladen en af sine Gibson ES-335 modeller, men fx i Cliffs of Dover skiftede han til en Stratocaster omkring to og et halvt minut inde i nummeret, hvor lyden ændres, men efter omkring 20 sekunder skifter han tilbage til en af sine Gibson ES-335'ere.

## Pickupper
Eric Johnson arbejder meget med sit valg af pickupper. Han har sin egen signatur model af Stratocaster typens pickupper, men det der adskiller ham mest, når det handler om pickups, er hans skiften imellem pickupskifterens position. Han skifter mange gange, når han spiller live, og det gør, at han kan skifte imellem en kraftig, men dyb lyd, og over til en spinkel og skarp lyd, imens han står væk fra sit pedalboard.

## Lyd
Eric Johnson har, udover en unik spillestil, et brug af udstyr, der gør at han kan have mange forskellige og dog stadig enslydende tones. Dette skyldes, at han har forskellige opsætninger af pedaler, der går til forskellige forstærkere.
Han styrer lyden via to A/B bokse, der sender de forskellige signaler ud til hver sin forstærker. Han har en Clean Rhythm, en Dirty Rhythm og en Dirty Lead-tone, der har hver sin forstærkeropsætning.
Clean Rhythm signalet går fra hans guitar ned i den først A/B boks, hvor det deles i to.
Det første signal går til en Boss DD2, så til en Electro Harmonix Memory Man. Det skifter fra turné til turné, hvor han stiller hans Maestro Echoplex i rækkefølgen, men når han spiller sin eget musik er den ofte placeret i Lead tonen. Den kan dog godt forekomme i de andre signaler.
Efter enten Memory Manen eller Echoplexen ryger signalet ind i en TC Electronic Chorus/Flanger, der sender signalet ud i stereo så det er delt i to. Så går signalet ind i enten to Fender Deluxe Reverbs, en fra 1971 og en fra 1965, eller to Fender Twin Reverbs, begge fra sidst i 60'erne. De er hver især miked op, således at lyden kan svinge fra side til side.
Det andet signal fra den første A/B boks går til den anden A/B boks, hvor det går ud i en Dirty Lead og en Dirty Rhythm tone.
Dirty Rhythm lyden går fra A/B boksen over i enten en Ibanez Tubescreamer fra 80'erne eller en 70'er Hand-Wired Ibanez Tubescreamer. Derefter går det over i en Fuzz Face type, enten hans egen signatur, eller en klassisk Dallas Arbiter.
Lige før forstærkeren går signalet ind i en MXR 1500 eller en MXR 1000 Delay enhed, der står ude bagved i hans rack. Signalet slutter derefter i et Marshall 1967 50-Watt Plexi Head, der står på et 4×12 Marshall kabinet med 25-Watt Celestion højttalere.
Dirty Lead signalet går fra den anden A/B boks til enten en Vox Wah-Wah eller en Cry baby af ældre dato. Så går det ind i hans Echoplex og, så videre ind i en Chandler Tube Driver. Signalet ender ud i et Marshall 1968 100-Watt Plexi Head, der ligeså står på et Marshall 4×12 kabinet med 25-Watt Celestion højtalere.
Andre effekter og signalkonfigurationer forekommer ofte, men der sker oftest ændringer, når han spiller Jimi Hendrix, som når han er på turné med Experience Hendrix Tour.

## Diskografi
- Seven Worlds (1978, genudgivet 1998)
- Tones (1986)
- Ah Via Musicom (1990)
- Venus Isle (1996)
- Souvenir (2002)
- Bloom (2005)
- Live From Austin Texas (2005)
- Live From Austin, TX '84 (2010)
- Up Close (2010)
- Up Close - Another Look (2013)
- Europe Live (2014)
- Eclectic (2014)
- EJ (2016)
- Collage (2017)
- EJ Vol. II (2020)
- The Book of Making / Yesterday Meets Today (2022)